# 須藤石材
須藤石材株式会社（すどうせきざい、英: Sudo Sekizai Co., Ltd.）は、1905年（明治38年）創業、120年の墓地・墓石の販売会社。本社は東京都豊島区池袋にある。全国各地に300以上の取り扱い霊園・寺院があり、30以上の支店・営業所を持つ。
また、都立霊園、お墓の引越し・リフォームなど、お墓に関する説明会・相談会を開催している。

## 事業内容
- 墓所全般・記念碑の建立
- 霊園・寺院のご案内

## 沿革
- 1905年（明治38年） 須藤伊左衛門、須藤石材店を創業。
- 1923年（大正12年） 須藤石材店を都営多磨霊園開園と同時に正門前に移転。
- 1927年（昭和 2年）須藤伊左衛門出身校東三鷹尋常小学校増築に際し、三鷹村村長井上銀三氏より感謝状と銀盃を授与される。
- 1933年（昭和 8年） 多磨第一出張所開設。
- 1940年（昭和15年） 多磨第二出張所開設。
- 1941年（昭和16年） 東三鷹尋常小学校に二宮尊徳の石像を寄贈、同校長より感謝状を授与される。
- 1948年（昭和23年） 小平支店を都営小平霊園開園と同時に開設。多磨第一、第二出張所を合併し多磨支店とする。
- 1954年（昭和29年） 須藤石材を法人とし、社名を須藤石材株式会社と改称。初代代表取締役に、須藤 正也 就任。
- 1961年（昭和36年） 南多摩支店を南多摩霊園開園と同時に開設。
- 1962年（昭和37年） 市川霊園支店を市川市営霊園開園と同時に開設。
- 1965年（昭和40年） 鎌倉営業所を鎌倉霊園開園と同時に開設。東京霊園支店を東京霊園開園と同時に開設。
- 1966年（昭和41年） 西多摩支店を西多摩霊園開園と同時に開設。府中市無縁墓地納骨堂建立に際し、府中市長矢部隆治氏より感謝状を授与される。
- 1967年（昭和42年） 地産霊園開園。まや霊園開園と同時に指定石材店となる。
- 1970年（昭和45年） 中野営業所・霊園サービスセンターを開設。冨士霊園の開園と同時に指定石材店となる。
- 1972年（昭和47年） 銀座松屋デパート(現 松坂銀座)葬祭相談所を開設。上川霊園開園と同時に指定石材店となる。京王百貨店住まいの総合承りコーナーにおいて霊園・墓石の販売を担当。
- 1973年（昭和48年） 都営八王子霊園支店を開設。横浜支店を開設。横浜松坂屋ハウジングセンター墓地、墓石コーナー開設。
- 1975年（昭和50年） 所沢聖地霊園営業所を所沢聖地霊園開園と同時に開設。
- 1976年（昭和51年） 2代目代表取締役に、須藤 繁 就任。豊島区池袋に須藤第1ビルを建設。
- 1978年（昭和53年） 株式会社須藤を設立。中野区中野に須藤第2ビルを建設。中野営業所・霊園サービスセンターを須藤第2ビルに移転。
- 1979年（昭和54年） 須藤貞夫著「お墓の本」を金園社より発刊。
- 1981年（昭和56年） さがみ野霊園指定石材店となる。
- 1982年（昭和57年） 札幌真駒内滝野霊園指定石材店となる。
- 1983年（昭和58年） 高尾墓石会館オープン。
- 1984年（昭和59年） 3代目代表取締役に、須藤貞夫就任。ひばりが丘浄苑営業所を東京本願寺ひばりが丘浄苑開苑にともない開設。
- 1985年（昭和60年） 大阪くずは支店を京阪電鉄樟葉駅前に開設。多磨霊園店新築。創業80周年式典開催。
- 1986年（昭和61年） 町田支店・錦糸町支店・京都支店を開設。宇治霊園営業所を開設。
- 1987年（昭和62年） 三木霊苑営業所を開設。「創業者の心」を発刊。
- 1988年（昭和63年） 名古屋支店・東京本願寺営業所を開設。
- 1989年（平成元年） 青葉霊苑・金沢松陵台霊園・飯能霊園・森林湖畔霊苑の販売開始。
- 1990年（平成 2年） 牛久浄苑販売開始・柏支店を開設。三浦霊園・寛永寺・春秋苑・福岡百合ヶ丘霊園の販売開始。
- 1991年（平成 3年） 蓮田霊園・港南台霊園・むさしの霊園の販売開始。
- 1992年（平成 4年） 八柱営業所を開設。東京ゆりが丘苑の販売開始。東京本社・社屋（池袋須藤ビル）改築。
- 1993年（平成 5年） 厚木森の里霊園を販売開始。
- 1994年（平成 6年） 上川霊園内に会社供養碑「先人の碑」を建立。
- 1995年（平成 7年） 創業90年。
- 1996年（平成 8年） 船橋森林霊園・草加聖地霊園の販売開始。
- 1997年（平成 9年） ＮＨＫ大河ドラマ「毛利元就」に当社制作の石碑放映。湘南営業所を開設。湯河原吉祥公園墓地の販売開始。
- 1998年（平成10年） 創業者（須藤伊左衛門）胸像建立。
- 2000年（平成12年） 武蔵岡営業所を開設。
- 2002年（平成14年） 東叡山 寛永寺(上野)・大本山 總持寺（鶴見）の指定石材店となる。
- 2003年（平成15年） 上川霊園内の会社供養碑『先人の碑』を改修。
- 2005年（平成17年） 創業100年。
- 2012年（平成24年） 4代目代表取締役社長に、吉田馨就任。
- 2013年（平成25年） 関西本社・札幌本社を東京本社に統合。第五期歌舞伎座・屋上庭園に先人の碑を建立。
- 2014年（平成26年） 5代目代表取締役社長に、須藤 昭 就任。
- 2015年（平成27年） 浅草「平成中村座発祥の地」に記念碑を建立。
- 2017年（平成29年） 6代目代表取締役社長に、須藤 恵貞 就任。柏支店を牛久駅前に移転し、牛久支店を開設。横浜支店・町田支店を統合し、神奈川支店を開設。
- 2019年（平成31年） 厚木営業所を開設。
- 2019年（令和元年）名古屋支店を岐阜可児営業所に統合。
- 2021年（令和 3年） 東村山駅東口に「志村けん銅像台座」を建立。
- 2022年（令和 4年） 大本山 池上本門寺(大田区)の指定石材店となる。本社ショールームリニューアル。ガラスのお墓「エテルノルーチェ」企画・開発。
- 2024年（令和 6年） 警視庁創設150年記念碑を建立。比叡山延暦寺境内の天満宮改修工事に際し、比叡山延暦寺より感謝状を授与される。
- 2025年（令和 7年） 創業120年。牛久浄苑に川田工業株式会社「慰霊碑」を建立。

## 主な取り扱い霊園・寺院（順不同）
- 東本願寺（東京都台東区）
- 寛永寺墓地（東京都台東区）
- 東京霊園（東京都八王子市）
- 上川霊園（東京都八王子市）
- 西多摩霊園（東京都あきる野市）
- 大多摩霊園（東京都青梅市）
- ひばりが丘浄苑（東京都西東京市）
- 武蔵岡霊園（東京都町田市）
- 大本山總持寺（神奈川県横浜市）
- 鎌倉霊園（神奈川県鎌倉市）
- 湯河原吉祥公園墓地（神奈川県足柄下郡）
- 密蔵院（埼玉県川口市）
- 草加聖地霊園（埼玉県草加市）
- 所沢聖地霊園（埼玉県所沢市）
- 地産霊園（埼玉県入間郡）
- 森林湖畔霊苑（埼玉県比企郡）
- 船橋森林霊園（千葉県船橋市）
- 牛久浄苑（茨城県牛久市）
- 宇治霊園（京都府宇治市）
- 比叡山延暦寺大霊園（滋賀県大津市）

## 放送CMについて
- 初代イメージキャラクターは5代目柳家小さん。小さん没後、現在まで小さんの孫の柳家花緑が継いでいる。